# Leitzach
Die Leitzach ist ein 33,5 km langer, rechter bzw. südlicher Zufluss der Mangfall in den Bayerischen Voralpen, Bayern (Deutschland). Die Leitzach ist namengebend für das Leitzachtal, von dem ein Teil kurz vor der Einmündung in die Mangfall Goldenes Tal heißt.

## Name
Die Leitzach wurde zwischen 1078 und 1080 (usque in Liuzenaha) erstmals schriftlich erwähnt. Der Name setzt sich zusammen aus dem Hydronym -aha für 'Fließgewässer' und dem althochdeutschen Personennamen Liuzo.

## Verlauf
Der Fluss entsteht aus dem Zusammenfluss vieler Quellbäche im Mangfallgebirge unterhalb des Ursprungpasses. Hauptquellbach ist der Sillbach, der am Osthang der Maroldschneid bei der Wirthsalm entspringt. Er fließt dann im Ursprungtal nach Norden, ab der Vereinigung mit dem Wackbach unter dem Namen Aubach, und wendet sich bei Bayrischzell nach Nordwesten. Ab hier heißt der Fluss Leitzach. Er fließt durch das Leitzachtal nach Feldkirchen-Westerham, wo er in die Mangfall mündet.

## Wasserwirtschaft
Bevor die Leitzach in die Mangfall mündet, wird ihr bereits seit dem Jahr 1913 in der Mühlau Wasser entzogen und in einem 6,7 km langen Stollen in den Seehamer See geleitet, dessen Reservoir für den Betrieb der Leitzachwerke genutzt wird. Das Wasser wird durchschnittlich nach 24 Stunden in die Mangfall geleitet, der es ohnehin zufließen würde.
Die Leitzach ist trotz dieser Verbauungsmaßnahmen und der Wasserkraftnutzung ein weitgehend naturnaher Fluss geblieben. Dennoch stellt die Entnahme des Wassers nach Ansicht der wasserwirtschaftlichen Behörden einen schweren Eingriff in die Natur dar. Der Leitzach werden im Sommer bis zu 7 m³/s, im Winter bis zu 4,6 m³/s entnommen, um den Füllstand des Seehamer Sees mit seinen rund 6.000.000 m³ zu gewährleisten. Erst seit 1978 wurde vertraglich geregelt, dass die Leitzachwerke mindestens 0,5 m³/s im Fluss belassen müssen.

## Ortschaften
Zu den Ortschaften an der Leitzach gehören Bayrischzell, Fischbachau, Wörnsmühl, Naring und Westerham.